# Артемиза Христић
Артемиза Христић била је љубавница краља Милана Обреновића са којим је имала ванбрачног сина Ђорђа.

## Живот
Рођена је у имућној породици Јоанидис (или Јоаниду). Гркиња по пореклу и ћерка грчког трговца и снабдевача двора у Београду, била је удата за Милана Христића, секретара посланства Краљевине Србије у Цариграду. Христић је био иначе и син Филипа Христића који је у време кнеза Милоша и кнеза Михаила био председник владе Србије, министар иностраних дела, министар просвете, гувернер Народне банке и амбасадор Србије у Цариграду, Бечу, Берлину и Лондону. Имали су две кћери и једног сина.

### Сусрет са краљем Миланом
Док јој је муж боравио као дипломата у Цариграду, Артемиза је живела у породичној кући у Београду у улици Кнеза Михаила бр. 46. На том месту се данас налази књижара „Дерета”. Артемизу је у то време запазио краљ Милан виђајући је на баловима и пријемима које су приређивале угледне београдске породице. Поред тога, Артемиза је одређен период провела на двору као дама краљице Наталије. Такође, са циљем да што више времена проводи са њом, краљ је њеног мужа именовао за личног секретара. Убрзо је међу њима планула љубав и краљ је посећивао Артемизу тајно, дубоко у ноћ, потпуно покривен капуљачом, тако да нико није могао да га препозна. То није дуго остала тајна. Године 1888. развео се од краљице Наталије из жеље да се ожени Артемизом која ипак није тек тако могла да добије развод. Напустивши Београд, следеће године у Цариграду краљу је родила ванбрачног сина Ђорђа. Светска штампа је брујала о саблажњивом понашању краља у оставци који се са њом и дететом потом настанио у Паризу под именом гроф од Такова. Краљ Милан никад није признао Ђорђа као сина нити као могућег наследника из разлога што је у то време краљ Александар још био жив и очекивало се да ће имати наследнике. Међутим, у многобројним писмима које је писао Артемизи недвосмислено га признаје за сина називајући га „нашим чедом” и „нашим милим сином”.
Краљ Милан и Артемиза су са сином живели заједно у Паризу све до 1894. године када су се дефинитивно разишли, а она се вратила родитељима у Цариград.
Песник Војислав Илић је чак ухапшен зато што су се у његовој песми Маскенбал на Руднику препознали краљ Милан (начелник) и Артемиза (жена прерушена у полицајца). Написао је још једну песму на ту тему – Љубавна прича о дону Нунецу и дона Клари.

## Предмети у музејској збирци
У оквиру сталне поставке под називом „Поклони и откупи – време династије Обреновић” у Музеју рудничко-таковског краја у Горњем Милановцу изложени су експонати који су припадали Артемизи Христић. Након напуштања Београда, Артемизин муж Милан одрекао се њиховог заједничког покућства чиме је луксузан порцелански сервис стигао у руке његове млађе сестре Драгиње. Реч је о сервису за ручавање од квалитетног чешког порцелана. Предвиђен за дванаест особа, изграђен је у Грофовско–Турингијској радионици, највероватније током друге половине 19. века. Особито вредан и квалитетно начињен, овај сервис се посебно издваја у склопу збирке милановачке музејске установе.